# Лесото на летних Олимпийских играх 2004
Королевство Лесото принимало участие в Летних Олимпийских играх 2004 года в Афинах (Греция) в восьмой раз за свою историю, но не завоевала ни одной медали. Сборную страны представляли три спортсмена, выступавшие в легкоатлетическом марафоне и в тхэквондо.

## Результаты

### Лёгкая атлетика
Спортсменов — 2
Мужчины
| Спортсмен          | Дисциплина | Финал     | Финал |
| Спортсмен          | Дисциплина | Результат | Место |
| ------------------ | ---------- | --------- | ----- |
| Мпелеза Нтлот Соеу | марафон    | 2:30,19   | 70    |

Женщины
| Спортсмен       | Дисциплина | Финал     | Финал |
| Спортсмен       | Дисциплина | Результат | Место |
| --------------- | ---------- | --------- | ----- |
| Мамокете Лечела | марафон    | 3:11,56   | 64    |

### Тхэквондо
Спортсменов — 1
| Соревнование | Спортсмен      | Турнир       | 1/8 финала               | Четвертьфинал         | Полуфинал             | Финал                 |
| Соревнование | Спортсмен      | Турнир       | Соперник Результат       | Соперник Результат    | Соперник Результат    | Соперник Результат    |
| ------------ | -------------- | ------------ | ------------------------ | --------------------- | --------------------- | --------------------- |
| до 49 кг     | Линео Мочесане | За 1-е место | Невена Лукич (AUT) П 0—4 | Завершила выступление | Завершила выступление | Завершила выступление |
| до 49 кг     | Линео Мочесане | За 3-е место |                          |                       |                       |                       |